# St. Michael zu den Wengen (Ulm)

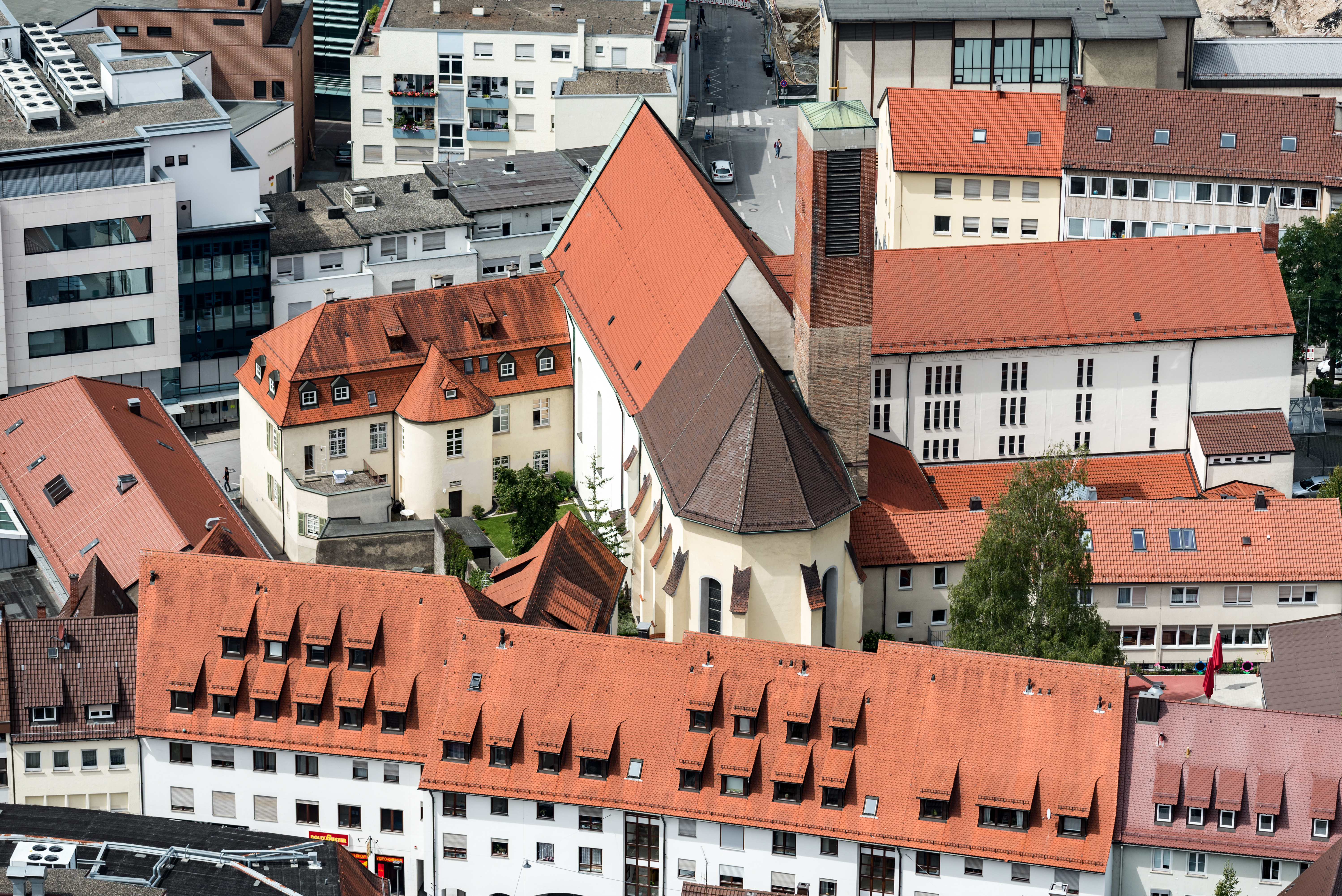
St. Michael zu den Wengen in Ulm

Die Kirche St. Michael zu den Wengen, auch Wengenkirche genannt, ist eine römisch-katholische Stadtpfarrkirche in der Stadtmitte von Ulm, die aus dem historischen Wengenkloster hervorging. Der Beiname zu den Wengen bedeutet „in den Wiesen“. Die Kirche gehörte ursprünglich zum Ulmer Konvent der Augustiner-Chorherren und hat eine lange und bewegte Geschichte hinter sich.

## Lage
Die Wengenkirche liegt heute sowohl an der Wengengasse als auch an der Walfischgasse. Am mit roten Backsteinen neu aufgemauerten Turm ist sie im Altstadtgebiet Ulms weithin sichtbar. Wegen Baufälligkeit dieses Turmes entstand in der Stadt eine Auseinandersetzung um die Frage, ob der Turm bei einer Sanierung aufgestockt und mit einer richtigen Turmspitze versehen werden soll. Nach Vorliegen eines Architektenentwurfs von Gottfried Böhm kam es zu einem heftigen Streit zwischen dem örtlichen Dekan und dem eigens gegründeten Turmbauverein. Der Turm blieb seither unverändert.

## Geschichte

### Pilgerkloster ab 1183
Das erste Wengenkloster mit Kirche befand sich ab 1183 auf dem Ulmer Michelsberg: Auf der leichten Anhöhe nördlich von der Stadt, am ersten Anstieg der Schwäbischen Alb. Es war vor allem ein Pilgerspital an einer stark frequentierten Handelsstraße zwischen Donau- und Neckarraum, das Pilger auf diesem Weg betreuen sollte. Mit der Pilgerbetreuung beauftragt wurden Augustiner-Chorherren aus dem Stift Marbach, so dass die Kirche der neue Sitz eines Augustiner-Chorherrenstiftes wurde.

### Wengenmünster ab 1215
Die Lage auf dem Michelsberg brachte den gravierenden Nachteil mit sich, dass auf der Anhöhe oft nicht genügend Trinkwasser vorhanden war. 1215 zogen Kloster und Kirche näher zum Ulmer Zentrum. Sie befanden sich seitdem auf Höhe der heutigen Bundesstraße 10 am Hindenburgring auf einer Insel zwischen den mehrfach verzweigten Armen der Blau. 1250 wurde das Wengenmünster, eine ansehnliche dreischiffige Kirche, geweiht. Mit der Verlegung auf die Flussinseln ging der ursprüngliche Auftrag zum Bau einer Pilgerkirche samt -hospiz verloren. Stattdessen nutzten die Augustiner-Chorherren die Wasserkraft der Blau und betrieben damit Mühlen und Hammerwerke.
Die Gebäude auf dem Michelsberg blieben in Teilen bestehen. 1539 wurde die erste St. Michael-Kirche, 1634 der Kirchturm auf dem Michelsberg abgebrochen.

### Neugründung 1399

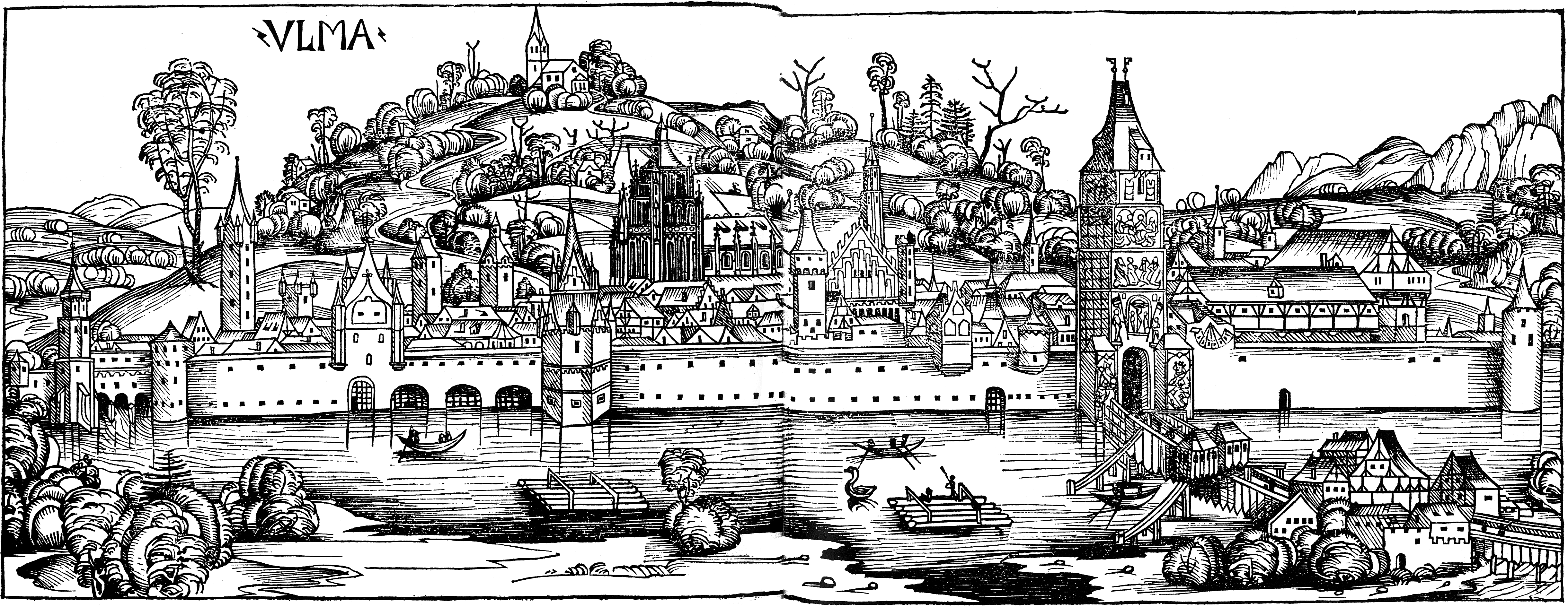
Ansicht von Ulm um 1490 (Schedel’sche Weltchronik): Im Hintergrund ganz oben ist der Turm der Kirche St. Michael auf dem Michelsberg hinter dem Ulmer Münster noch sehr gut zu erkennen, der Turm überragt alle anderen Bauwerke in der Stadt

1376 wurde Ulm von Kaiser Karl IV. belagert. Dies führte dazu, dass man alle wesentlichen Gebäude und Kirchen der Stadt, die sich außerhalb der Stadtmauer befanden, mit der Zeit in die befestigte Stadt hereinholte. In diesem Zuge wurde nicht nur das Wengenkloster, sondern auch die Kirche „Unserer lieben Frau“ in die Stadt hereingeholt, also buchstäblich umgezogen. Die Kirche „Unserer lieben Frau“ wurde in weiten Teilen schon ab 1377 umgezogen und bildet bis heute den Grundstock für das Ulmer Münster. Das Wengenkloster wurde 1399 umgezogen und bildet bis heute den Grundstock für die Anlage St. Michael zu den Wengen. Die Chorherren erhielten im Zuge dieser Maßnahme das Ulmer Bürgerrecht. Es wohnten durchschnittlich acht Chorherren im Klosterkomplex, die sich auch um die Seelsorge der Stadtbevölkerung kümmerten.
Diese dritte Kirche war eine dreischiffige, flachgedeckte Hallenkirche mit eingezogenem gewölbtem Chor. Der Berufsstand der Maler, Drucker und Bildhauer war dieser Kirche am Ausgang des Mittelalters besonders stark verbunden. Martin Schaffner, Hans Schüchlin, Niklaus Weckmann, Bartholomäus Zeitblom und andere bildende Künstler hatten sich zu einer Lukasgilde zusammengeschlossen. Der Altar dieser örtlichen Lukasbruderschaft stand in der Wengenkirche.
Um 1440 ließ Propst Ulrich Strobl von Langenau im Kreuzgang einen 22 m langen Totentanz mit 24 Tanzpaaren in Freskotechnik malen, der mit den Begleitversen dem etwa gleichzeitig entstandenen Basler Totentanz vergleichbar gewesen sein soll. Die 1810 übertünchten Wandgemälde wurden 1944/1945 schwer beschädigt, ehe auch die Reste durch den Abriss 1952/1953 verloren gingen.

### Ulmer Reformation 1531
Die Reformation bewirkte in Ulm, dass das Klosterwesen als überflüssig betrachtet wurde. So wurde auch das Augustiner-Kloster geschlossen. Der Ulmer Götzentag, Ausdruck des Bildersturms, hatte zur Folge, dass mehrflüglige Altare aus dem Gotteshaus genommen wurden. Die Kirche erlitt Schäden und zerfiel.
1546 wurde das Gotteshaus in eine einräumige Saalkirche umgebaut. Am 18. Juli 1549 wurde das Kloster den Chorherren wieder zurückgegeben. Sie waren damit beauftragt, die wenigen Katholiken in der inzwischen evangelisch gewordenen Reichsstadt zu betreuen. Katholische Trauungen konnten dort allerdings nicht stattfinden, sondern mussten außerhalb der Mauern gefeiert werden, Beerdigungen waren für die Chorherren ebenfalls untersagt.
Trotzdem wuchs das Stift: Eine eigene Schule, ein eigenes Theater, eine große Bibliothek mit 10.000 Bänden aus allen Wissens- und Fachgebieten und reichhaltiges kirchenmusikalisches Leben gaben der Einrichtung Strahlkraft. Die Zahl der Chorherren wuchs auf 15 an.

### Barock
Zwischen den Jahren 1628 und 1635 erfolgte die Barockisierung des Gebäudes. Frühbarocke Wandpfeiler wurden eingefügt. Das Rokoko kehrte zwischen 1738 und 1766 ein, als der zeittypische Stuck angebracht wurde. Franz Martin Kuen aus Weißenhorn (Bruder des Propstes Michael Kuen) schuf ausgedehnte raumüberhöhende Deckenfresken. 1786 entstand südlich der Kirche ein stattliches Amtshaus, das heute das Katholische Stadtpfarramt St. Michael zu den Wengen in Ulm beherbergt.
In der zweiten Hälfte des 18. Jahrhunderts wirkte der Musiker und Komponist Pater Joseph Lederer als Musikdirektor im Chorherrenstift.

### Säkularisation ab 1802
Nach der verlorenen Schlacht von Elchingen kam es in Ulm zur Säkularisation und die Zeit der freien Reichsstadt ging zu Ende. 1802 gelangte das Kloster an die bayrischen Kurfürsten. Mit der Säkularisation 1803 wurde die Wengenkirche erneut geschlossen.
Ab 2. März 1805 war die Wengenkirche dann jedoch erste katholische Stadtpfarrkirche und volle Pfarrei für die seit der Reformation wieder vermehrt ansässigen katholischen Christen.

Die Bibliothek und zahlreiche Kunstwerke wurden entweder verkauft oder in staatliche Sammlungen überführt. Die Klostergebäude von St. Michael zu den Wengen wurden zum Teil als Kaserne verwendet.

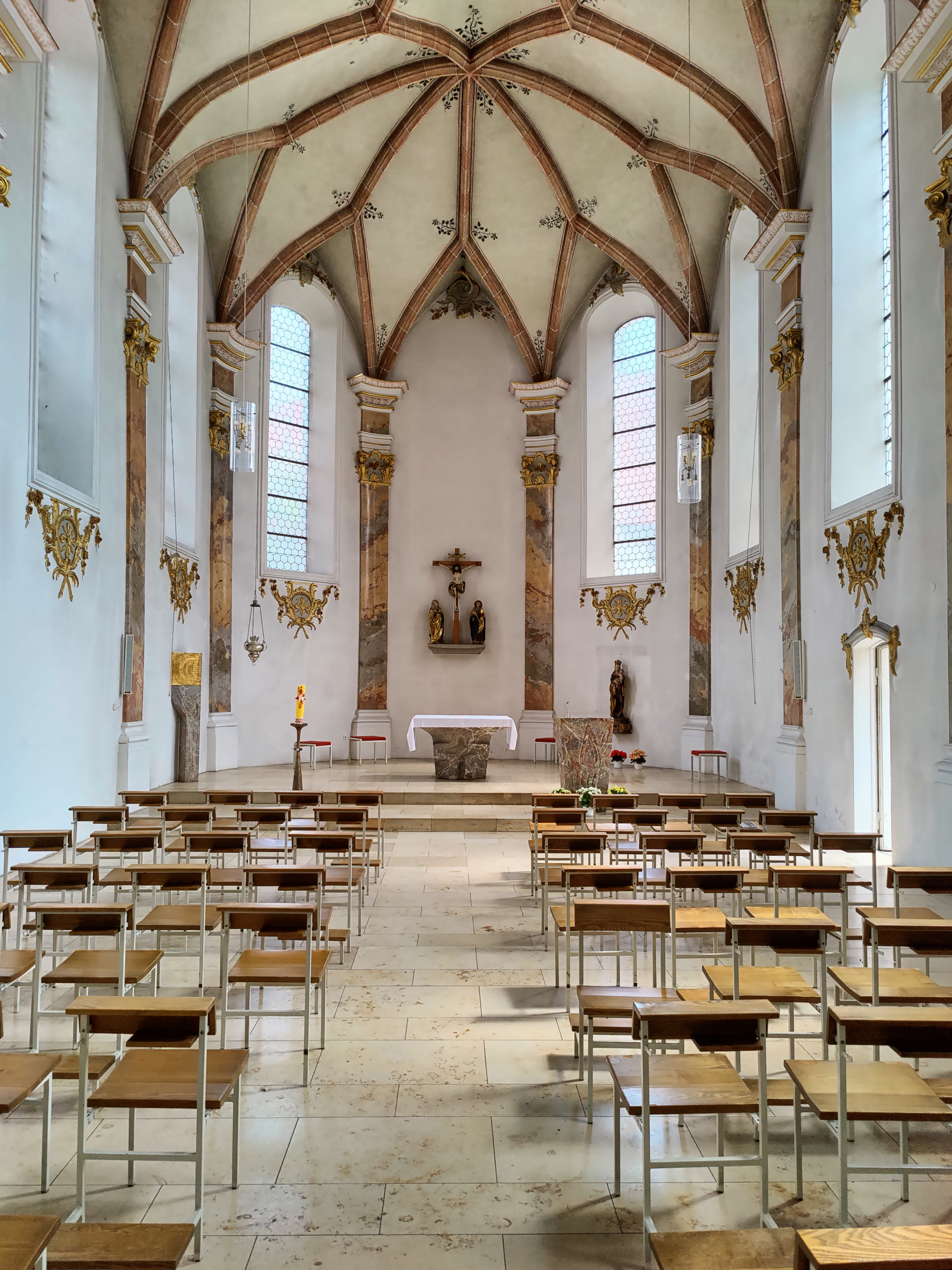
Wengenkirche, Stiftschor

### Zerstörung 1944 und Wiederaufbau
Ein erheblicher Teil der Kloster- und Kirchenanlage fiel den Bombennächten des Zweiten Weltkrieges zum Opfer, insbesondere dem Hauptangriff am 17. Dezember 1944. Alle noch verbliebenen Kunstbestände der Kirche verbrannten, mit wenigen Ausnahmen. Der Wiederaufbau 1953 bis 1954 machte aus dem geosteten Chorraum eine Seitenkapelle, die Kirche wurde „gedreht“. Der gotische Westgiebel mit einem bemalten Grundsteinlegungsrelief blieb erhalten. Der nüchtern ausgefallene Nachkriegsbau hieß bei der Ulmer Bevölkerung „Werkhalle Gottes“. Wilhelm Geyer schuf einen Kreuzweg.

## Gegenwart
Heute ist St. Michael zu den Wengen die einzige römisch-katholische Gemeindekirche, die sich in der Ulmer Altstadt befindet. Die Kirche wird auch als Konzertraum genutzt.
1998 wurde die Kirche grundlegend neu gestaltet. Hermann Geyer schuf künstlerische Glasfenster.
An historischer Kunst ist eine Kreuzigungsgruppe von Niklaus Weckmann vorhanden, bei der man aber nicht mit Sicherheit sagen kann, ob sie wirklich einen historischen Bezug zur Wengenkirche hat, ob sie etwa zum Lukasaltar gehörte oder ob sie auf anderen Wegen in den Kirchenraum gekommen ist.

## Orgeln

### Hauptorgel

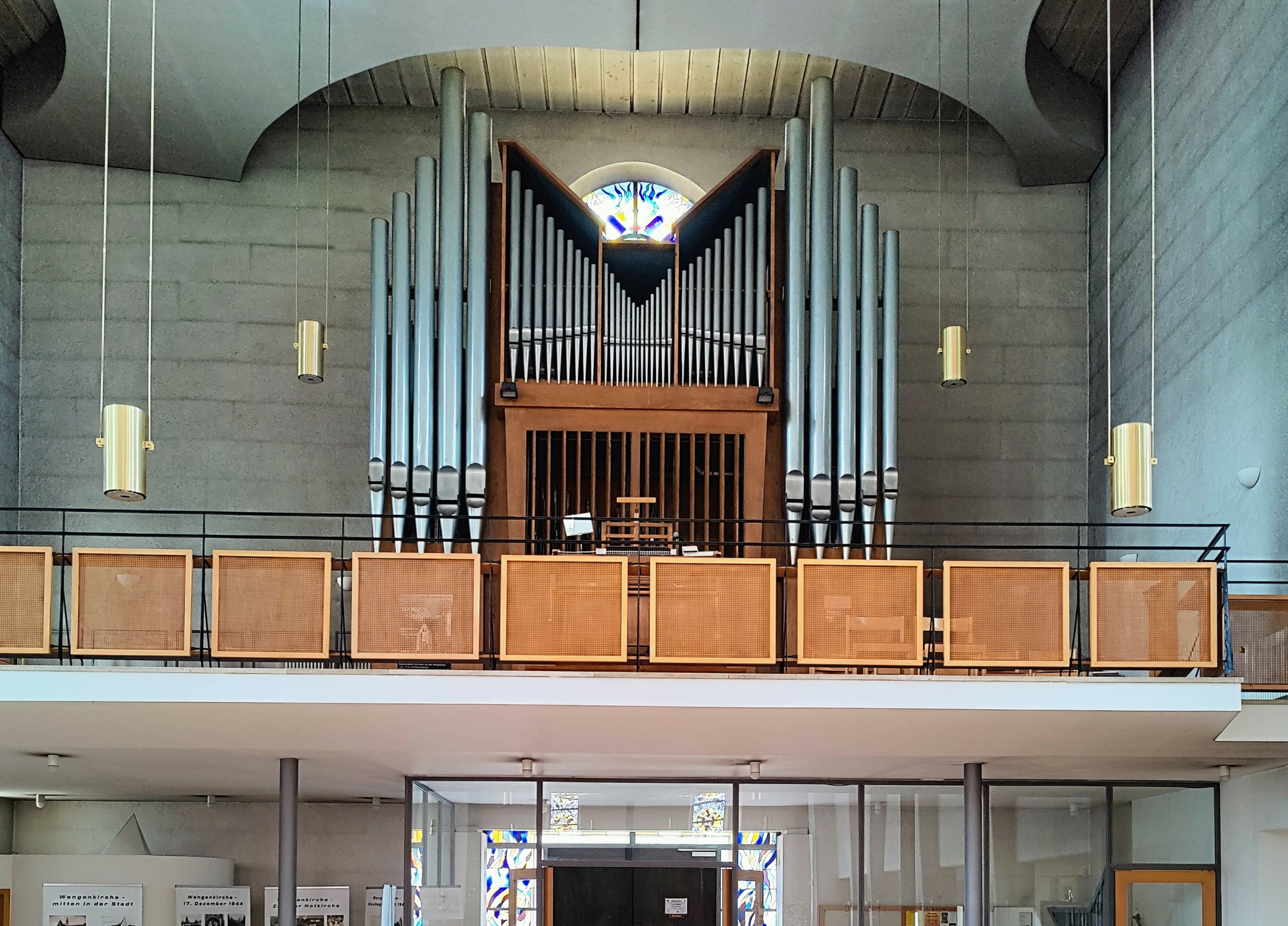
Walcker-Orgel

Die Hauptorgel auf der Nordempore wurde 1961 von der Orgelbaufirma E. F. Walcker & Cie. (Ludwigsburg) als op. 4082 erbaut. Das Schleifladen-Instrument hat 25 Register auf zwei Manualen und Pedal. Die Spieltrakturen sind mechanisch, die Registertrakturen elektrisch.
Die Hauptorgel hat folgende Disposition:
| I Hauptwerk C–a3 |              |        |
| 1.               | Bourdon      | 16′    |
| 2.               | Prinzipal    | 08′    |
| 3.               | Salicional   | 08′    |
| 4.               | Rohrflöte    | 08′    |
| 5.               | Octave       | 04′    |
| 6.               | Blockflöte   | 04′    |
| 7.               | Nasat        | 02 ⁄3′ |
| 8.               | Superoctave  | 02′    |
| 9.               | Mixtur IV-VI | 0 2′   |
| 10.              | Trompete     | 08′    |

| II Schwellwerk C–a3 |                |        |
| 11.                 | Holzprinzipal  | 8′     |
| 12.                 | Gedacktflöte   | 8′     |
| 13.                 | Dulcflöte      | 8′     |
| 14.                 | Prästant       | 4′     |
| 15.                 | Rohrflöte      | 4′     |
| 16.                 | Schwiegel      | 2'     |
| 17.                 | Terz           | 1 3⁄5′ |
| 18.                 | Quinte         | 1 ⁄3′  |
| 19.                 | Scharff III-IV | 1′     |
| 20.                 | Rohrschalmey   | 8′     |
|                     | Tremolo        |        |

| Pedal C–f1 |               |     |
| 21.        | Prinzipalbass | 16′ |
| 22.        | Subbass       | 16′ |
| 23.        | Octavbass     | 08′ |
| 24.        | Gedecktpommer | 04′ |
| 25.        | Stillposaune  | 16′ |

- Koppeln: II/I, I/P, II/P
- Spielhilfen: zwei freie Kombinationen, Organo pleno als feste Kombination

### Chororgel

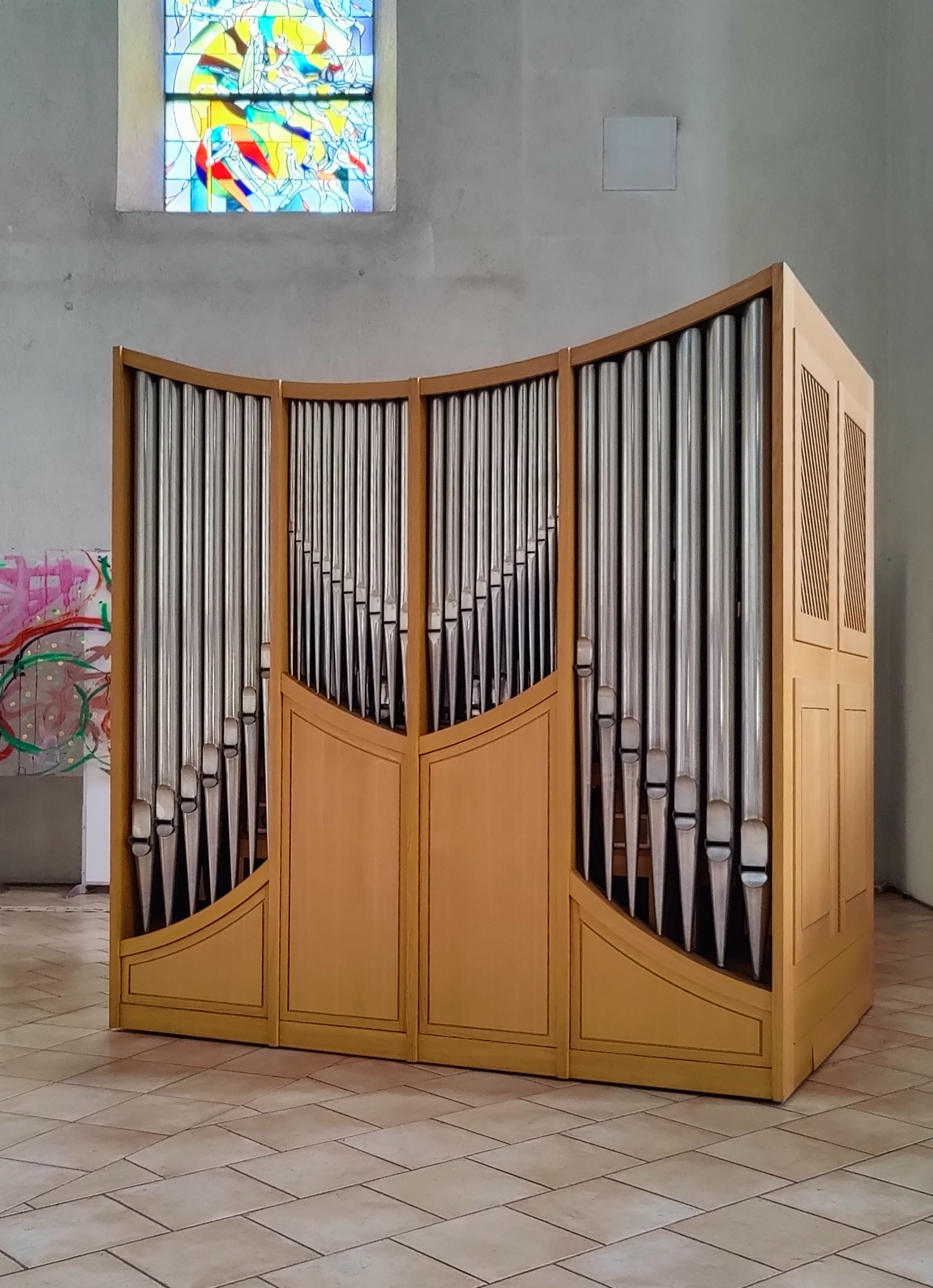
Chororgel

Daneben gibt es in der kleinen Wengenkirche, dem ehemaligen Chorraum, eine fahrbare Chororgel der Fa. Link in Giengen mit folgender Disposition:
| I Hauptwerk C–a3 |             |        |
| 1.               | Prinzipal   | 8′     |
| 2.               | Salicional  | 8′     |
| 3.               | Octave      | 4′     |
| 4.               | Nasat       | 2 ⁄3′  |
| 5.               | Superoctave | 2′     |
| 6.               | Terz        | 1 3⁄5′ |

| II Schwellwerk C–a3 |           |    |
| 7.                  | Bourdun   | 8′ |
| 8.                  | Rohrflöte | 4′ |
| 9.                  | Schwiegel | 2′ |
| 10.                 | Sifflöte  | 1′ |

| Pedal C–f1 |            |     |
| 11.        | Subbaß     | 16′ |
| 12.        | Gedecktbaß | 08′ |

- Koppeln: II/I, II/I 16′, I/P, II/P